# ペドロ・ハロ
ペドロ・ルイス・ハロ・レゲーロ（Pedro Luis Jaro Reguero、1963年2月22日 - ）は、スペイン・マドリード出身の元サッカー選手、現サッカー指導者。現役時代のポジションはGK。

## 経歴
マドリードに拠点を置くクラブ・デポルティーボ・コロニア・モスカルドのGKとしてのキャリアをスタートさせた。1982年、19歳の時に当時セグンダ・ディビシオンに所属していたカディスCFと契約した。カディスでの1シーズン目には、ラ・リーガ昇格を果たしたものの、ハロはほとんどプレーする機会がなかった。翌シーズンは、第3GKとしてラ・リーガを戦った。カディスはシーズン序盤戦に降格圏へ沈むと、リーグ3節を残してセグンダ降格が決まったため、リーグ最終節のRCDマヨルカ戦にて出場機会を貰ってラ・リーガデビューを飾った。
1984-85シーズンからカディスの正GKを任されるようになり、このシーズンに再びラ・リーガへと昇格した。昇格後の3シーズンの間は2シーズン目を除いてハロがレギュラーとして活躍し、3シーズン目にあたる1987-88シーズン、カディスはクラブ史上最高成績となるリーグ12位という成績を残した。
1988年の夏、6シーズン在籍してカディスを去り、マラガCF (当時はCDマラガ)に移籍した。マラガでの2シーズンでリーグ戦通算73試合に出場したことでビッグクラブから注目を集め、2シーズン目終了後クラブがセグンダに降格したタイミングでレアル・マドリードへの移籍が発表された。
当時のレアル・マドリードには後にクラブのGK歴代最多出場記録を叩き出すことになるパコ・ブーヨが在籍していたため、出場機会はローテション採用時やコパ・デル・レイに限られたが、在籍4シーズンで3つのタイトルを獲得した。
1994年8月、レアル・ベティスに加入した。ベティスでは再びレギュラーの座を確保し、クラブのリーグ3位フィニッシュにサモラ賞受賞という形で貢献した。1996-97シーズン、セルタ・デ・ビーゴから加入してきたトニ・プラッツにポジションを奪われた。リーグ戦ではプラッツがファーストチョイスだったものの、コパ・デル・レイでは先発フル出場を続けており、ベティスはFCバルセロナとの決勝戦に駒を進めた。その決勝でのレギュラーにはハロが選ばれ、先発フル出場したが、延長戦の末2-3で惜敗した。
コパ・デル・レイ決勝の敗戦から3週間後、自身が生まれ育ったマドリードに本拠地を構えるアトレティコ・マドリードにフリーで加入し、フランシスコ・モリーナの控えとして2シーズンプレーして現役を引退した。
プロ選手として引退した後、アトレティコ・マドリードのGKコーチに就任。その後、U-21サッカースペイン代表やレアル・マドリードのカンテラでもGKコーチとして指導にあたっていた。2005年にはレアル・マドリードのトップチームのGKコーチに就任し、マヌエル・ペレグリーニに監督交代するまで同職に就いた。2010年、ハロはファンデ・ラモスとともにウクライナのFCドニプロのコーチングスタッフとなり、2016年には古巣であるマラガのGKコーチに就任した。マラガ退任以降は2016年から5年間をウクライナ代表で過ごした。

## タイトル

### クラブ
レアル・マドリード
- スーペルコパ・デ・エスパーニャ : 2回 (1990-91, 1993-94)
- コパ・デル・レイ : 1回 (1992-93)

### 個人
- サモラ賞 : 1回 (1994-95)